# Tema Metropolitan District
Der Distrikt Tema Metropolitan District ist einer von 29 Distrikten der Greater Accra Region in Ghana. Er hat eine Größe von 39,20 km² und 177.924 Einwohner (2021). 

## Geschichte
Ursprünglich als Gemeindebezirksversammlung im Jahr 1988 gegründet, als er als Tema Municipal District bekannt war, der aus dem ehemaligen Tema District Council geschaffen wurde, bis zwei Teile des Distrikts später abgespalten wurden, um den Adenta Municipal District (vom nordwestlichen Teil) zu schaffen und Ashaiman Municipal District (vom nördlichen zentralen Teil) jeweils am 29. Februar 2008; so wurde der verbleibende Teil im selben Jahr in den Status einer Metropolitan District Assembly erhoben, um Tema Metropolitan District zu werden. Am 28. Juni 2012 wurde jedoch der östliche Teil des Distrikts abgetrennt, um den Kpone-Katamanso District zu schaffen. Später am 15. März 2018 wurde ein kleiner westlicher Teil des Bezirks abgespalten, um den Tema West Municipal District zu schaffen; daher wurde der verbleibende Teil als Tema Metropolitan District beibehalten. Die Metropole liegt im zentralen Teil der Greater Accra Region und hat Tema als Hauptstadt.

## Einwohnerentwicklung
Die folgende Übersicht zeigt die Einwohnerzahlen nach dem jeweiligen Gebietsstand.
| Jahr | Einwohner |
| ---- | --------- |
| 2010 | 168.932   |
| 2021 | 177.924   |